# Achillea ptarmicoides
Achillea ptarmicoides là một loài thực vật có hoa trong họ Cúc. Loài này được Maxim. mô tả khoa học đầu tiên năm 1859.